# Sogno di una notte d'estate (Chagall)
Sogno di una notte d'estate è un dipinto a olio su tela (116,5x89 cm) realizzato nel 1939 dal pittore Marc Chagall.
È conservato nel Museo di Grenoblle di Grenoble.
Per questo quadro, Chagall si ispira al Sogno di una notte di mezza estate di William Shakespeare.